# Cutter (catch)
Pour les articles homonymes, voir Cutter.
 (septembre 2008).
Si vous disposez d'ouvrages ou d'articles de référence ou si vous connaissez des sites web de qualité traitant du thème abordé ici, merci de compléter l'article en donnant les références utiles à sa vérifiabilité et en les liant à la section « Notes et références ».
Un cutter ou three-quarter facelock bulldog est une prise de catch appartient à la famille bulldog ; elle fut à l'origine employée par Johnny Ace qui l'a appelée Ace Crusher, sa prise de finition. Le cutter ressemble aux prises de stunner. Il peut aussi être décrit comme un inverted neckbreaker. Un cutter consiste à appliquer un three-quarter facelock à une personne et sauter vers le haut (maintenant toujours la prise), l'attaquant se met soit dans une position assise en attirant la tête de celle-ci à se claquer par terre. 
C'est une attaque proche du facebuster et du DDT.
Johnny Ace est le premier catcheur à populariser le cutter, en effet, le cutter devient sa prise de finition, qu'il l'a nommé Ace Crusher. Plus tard, c'est au tour de Diamond Dallas Page de populariser cette prise, le Diamond Cutter. Puis depuis 2003 à nos Jours, Randy Orton utilise cette prise en tant que prise de finition en la nommant "RKO".

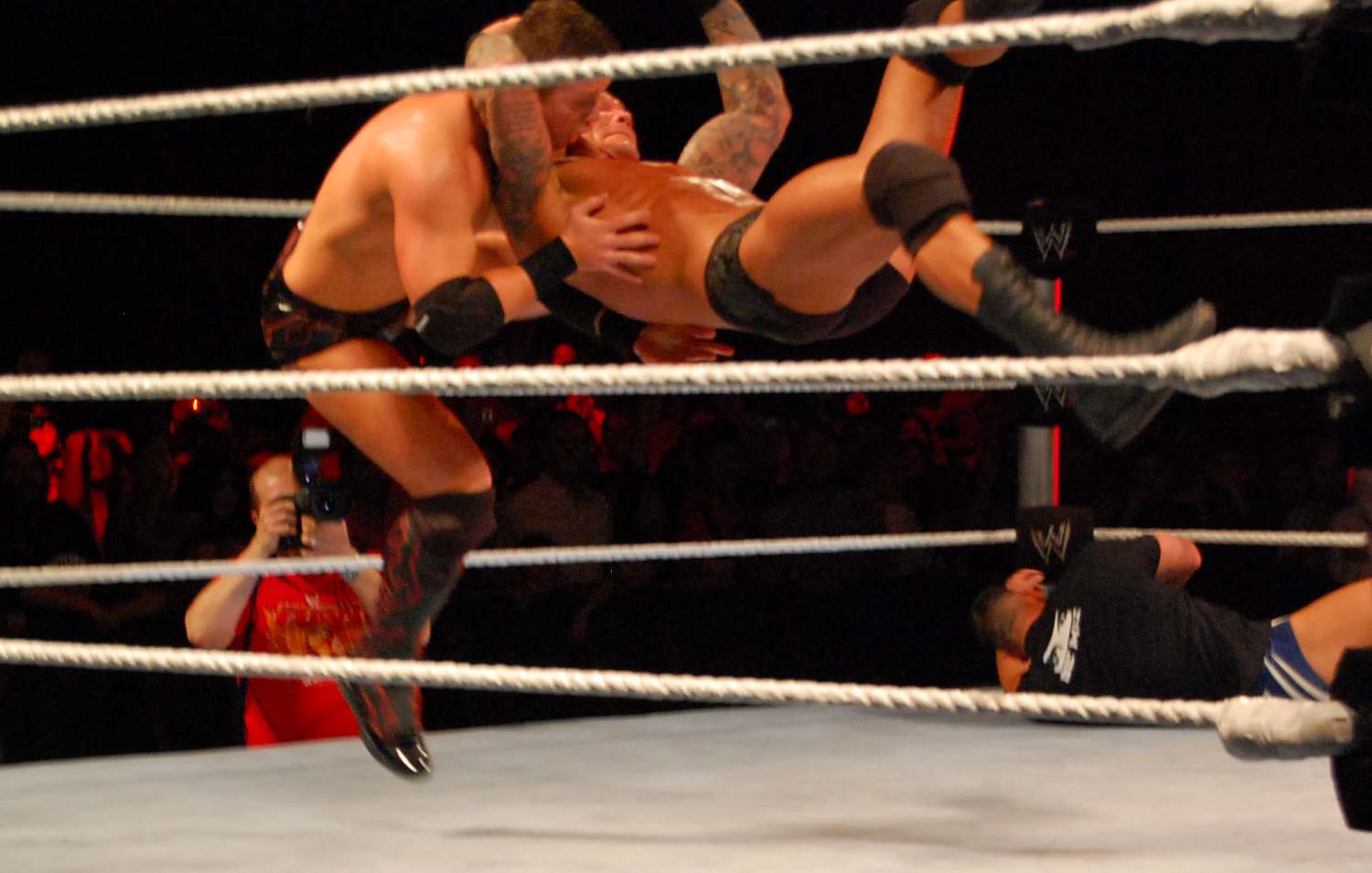
Randy Orton faisant son RKO à The Miz

## Variantes

### Argentine cutter
Le catcheur prend l'adversaire en Argentine Torture Rack puis tourne en rond avant de pousser les jambes en arrière et d'atterrir en Cutter.Des catcheurs mexicains comme Octogoncito pratiquent cette prise.

### Back suplex cutter
L'attaquant se tient derrière son adversaire, il met sa tête sous un des bras de l'adversaire, entoure le corps avec ses bras puis le soulève vers le haut en arrière, pendant que l'adversaire tourne en l'air, l'attaquant applique un three-quarter facelock avant pour forcer le visage de son adversaire à claquer sur les épaules ou le sol. Cette prise peut s'effectuer en stunner aussi.

### (Elevated) cravate cutter
L'attaquant est sur la 2nde corde devant l'adversaire.Il le prend en Cravate puis fait une roulade avant pour atterrir sur le dos et exécuter un Cutter.Kassius Ohno exécutait cette prise dans les circuits indépendants.

### Crucifix Cutter
Aussi appelée Inverted Crucifix Cutter ou Pop-Up Cutter.
L'adversaire est derrière l'attaquant.Celui-ci le porte par les deux bras,le soulève puis le lâche en l'air pour atterrir en Cutter.Tommy Dreamer utilisait cette prise sous le nom de TommyHawk.

### Over the shoulder cutter
Aussi appelée Crucifix Cutter.L'attaquant prend son rival en Front Powerslam puis tombe en arrière prenant la tête de l'adversaire atterrissant donc en Cutter.Shūji Kondō utilise cette prise.

### Diving cutter
Aussi appelé Diving Reverse Somersault Cutter.L'attaquant est sur la 3e corde dos-à-dos à l'adversaire.Il saute en faisant un demi-tour,puis s'oriente en avant et prend l'adversaire en Cutter.Matt Jackson,un des membres du Young Bucks,utilise cette prise.

### Diving somersault cutter
Aussi appelée rarement Reverse Blockbuster.Même chose que le Somersault Snapmare Driver,mais effectuée d'une hauteur plus haute.

### Elevated cutter

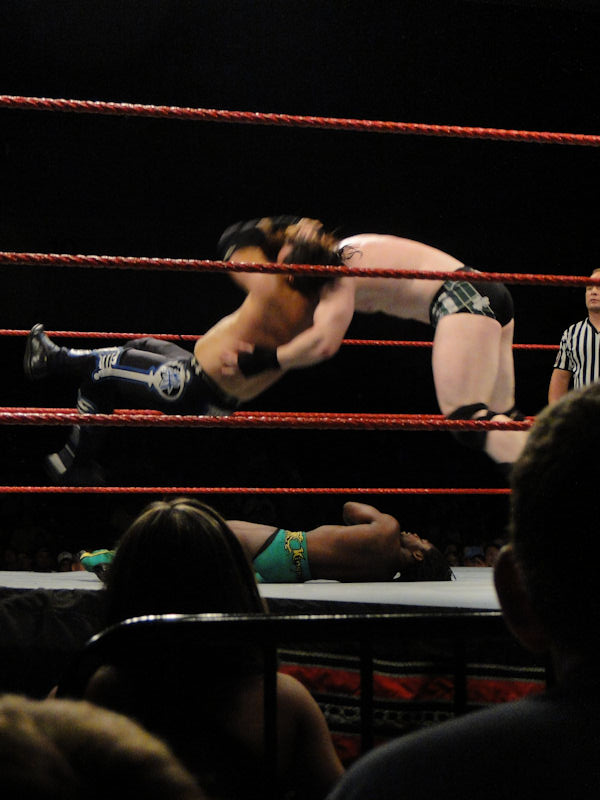
Matt Hardy exécutant le Twist of Fate a Sheamus.

Alors que l'adversaire est sur une surface élevée (par exemple le coin), l'attaquant applique un three-quarter facelock à l'adversaire, en laissant les pieds de l'adversaire sur la surface élevée. L'attaquant se laisse alors tomber vers l'arrière, faisant plonger la tête de l'adversaire vers le sol.
Matt Hardy et Jeff Hardy l'utilisent aussi comme finition, ils la nomment alors sois Super Twist of Fate ou Extrême Twist of Fate selon la hauteur dont ils la font, ils la nomment Super Twist of Fate quand ils la font de la troisième corde et la nomment Extrême Twist of Fate quand ils la font sur une surface plus élevée comme sur une échelle ou une cage.

### Handspring cutter
Cette prise est l'enchaînement d'un Handspring suivi directement d'un Jumping Cutter.

### Hanging cutter
L'adversaire est sur la troisème corde.Le catcheur le prend en position de Cutter et fait en sorte qu'une partie inférieure de ses tibias reste sur les cordes.Puis il exécute le Cutter.Johnny Ace exécutait cette prise de finition.

### Jumping cutter
Le mouvement est similaire au cutter original, mais sauf que l'attaquant saute en l'air (il est parallèle au sol), attrape la tête de l'adversaire avec les deux mains pour le conduire par terre. Officiellement inventée par les Hardys, Randy Orton, notamment, popularise cette prise qu'il a appelée RKO (ce qui veut dire Randall Keith Orton) en faisant sa prise de finition. 
Il existe des variantes :
- Elevated jumping cutter : Il s'agit d'un cutter classique, mais l'adversaire reçoit la prise quand il saute d'un des poteaux du ring ou des cordes (comme Rey Mysterio pour son West Coast Pop). Cette prise est surtout utilisée par Randy Orton qu'il appelle RKO et après par The Cobra qui l'appelle Cobra KO. Il est également utilisé par la catcheuse Hamada.

Le RKO consiste à plaquer violemment la tête de l'adversaire de tout son poids sur le ring, ce qui provoque un KO immédiat quasi-systématiquement.
- Handspring Cutter : Le catcheur se projette dans les cordes en effectuant un appui tendu renversé au préalable puis effectue un cutter une fois projeté. Jay Lethal utilise cette prise comme prise de finition sous le nom de Lethal Injection.

### Pop-Up cutter
Aussi appelée Catapult Cutter.Alors que le catcheur adverse coure vers le pratiquant,celui-ci le propulse en l'air et l'intercepte en Cutter.Randy Orton a déjà utilisé cette technique sur AJ Styles le 7 mars 2017 à SmackDown Live.

### Powerbomb lift cutter
Ou tout simplement appelé Powerbomb Cutter.Le catcheur exécute un Powerbomb basique,mais en lieu de finir la prise,il va pousser les jambes du rival en avant,lui faire faire une rotation en avant et l'intercepter en Cutter.Randy Orton a déjà utilisé cette technique sur Dolph Ziggler.

### Running cutter
Trois variantes sont connues :
- Running basique : L'attaquant est en position puis court,saute et exécute la prise.
- Running Catching : L'attaquant court derrière l'adversaire et le prend en Cutter.
- Running Standing : L'attaquant court devant l'adversaire,ralentit et exécute la prise en sautant.

### Slingshot cutter
L'attaquant est sur le tablier avec l'adversaire sur le côté.Il saute,fait un tour sur lui-même à l'horizontale et prend le rival en Cutter.ACH utilise cette prise.

### Somersault cutter
Aussi appelée Somersault Snapmare Driver,le catcheur offensif est derrière l'adversaire qui est à genoux.Il court vers lui puis fait une roulade avant tout  en enroulant son bras autour de la tête de l'adversaire.Puis l'attaquant tombe sur le dos plaquant le visage de l'adversaire sur le sol.Cette prise est actuellement utilisée par Charlotte Flair,la fille du 2-fois Hall of Famer Ric Flair.Elle le nomme la Natural Selection.

### Somersault roll cutter
Aussi appelé Forward Roll/Cutter Combo.
C'est l'enchaînement d'une roulade avant et d'un Cutter.

### Springboard cutter
L'attaquant est face à l'adversaire.Il court aux cordes,saute sur la 2e,tombe en arrière et exécute un Cutter.

### Standing cutter
L'attaquant enroule ses bras autour du cou de l'adversaire puis descend brusquement pour claquer durement le visage de l'adversaire sur le ring, ce qui provoque un KO immédiat.
C'est considéré comme le cutter classique.

### Rolling cutter
Le Rolling Cutter est connue grâce à Sean Waltman, l'attaquant applique un reverse facelock et lui tiens un bras, puis lui et l'adversaire pivote à 180° et délivre un Stunner ou un Cutter. Cody Rhodes l'a nommé Cross Rhodes et Luther Reigns, Reign Of Terror.

### Tornado cutter
Comme le Corner Bulldog, mais en Cutter. C'était la prise de finition de Spike Dudley.

### Vertical lift cutter
Aussi appelé Suplex Cutter.
L'attaquant lève son adversaire en l'air en Suplex,puis fait un demi-tour et l'intercepte en Cutter.Cette prise ressemble un peu au Final Cut de Goldust.

### Wheelbarrow cutter
C'est un peu comme le Bulldog de Rey Mysterio,mais en lieu d'atterrir en Bulldog,l'attaquant exécute un Cutter.Ça demande beaucoup d'agilité.

### Fireman's carry cutter
L'attaquant met son adversaire à la position de fireman's carry, jette les jambes de l'adversaire derrière lui et il applique un thre l'utilisant comme prise de fine-quarter facelock et tombe sur une position assise pour claquer la figure au tapis. Cette prise peut s'effectuer en stunner aussi. La prise a été popularisée par Test qui en fait sa prise de finition.
Alex Riley en a fait son finisher et la nomme Your Dismissed. Elle reprend le nom de TKO  ou Rack Attack 2.0 pour Nikki Bella.
- - Elevated Fireman's Carry Cutter

### Front Facelock swinging cutter
Inventé par Matt Hardy et Jeff Hardy (leur prise de finition), l'attaquant applique un front facelock sur son adversaire, pivote de 180° et tombe dans une position allongée en portant un cutter. Il est possible de transformer cette variation de cutter en stunner. Ils appellent cette prise alors Twist of Fate en tant que face, et Twist of hate en tant que heel.

### Yokosuna cutter
Nommée et innovée par Susumu Yokosuna (aussi appelé Crucifix Cutter), le catcheur prend son adversaire en Canadian backbreaker et le fait pivoter vers le haut pour après le prendre en position de cutter. Samoa Joe et Braun Strowman utilisent cette prise. C'est actuellement la nouvelle version du Dominator de Bobby Lashley qu'il utilise en tant que prise de finition.